# Greg Andrusak
Greg Andrusak (ur. 14 listopada 1969 w Cranbrook, Kanada) – kanadyjski hokeista zawodowy. Grał w lidze NHL na pozycji obrońcy, w drużynach NHL, Pittsburgh Penguins oraz Toronto Maple Leafs.

## Statystyki – sezony zasadnicze
| Sezon        | Drużyna  | Wiek    | Liczba meczów | Gole | Asysty | Punkty | Kary w min. |
| ------------ | -------- | ------- | ------------- | ---- | ------ | ------ | ----------- |
| 1993-1994    | Penguins | 24 lata | 3             | 0    | 0      | 0      | 2           |
| 1994-1995    | Penguins | 25 lat  | 7             | 0    | 4      | 4      | 6           |
| 1995-1996    | Penguins | 26 lat  | 2             | 0    | 0      | 0      | 0           |
| 1998-1999    | Penguins | 29 lat  | 7             | 0    | 1      | 1      | 4           |
| 1999-2000    | Toronto  | 30 lat  | 9             | 0    | 1      | 1      | 4           |
| Podsumowanie |          |         | 28            | 0    | 6      | 6      | 16          |

## Statystyki – faza play-off
| Sezon        | Drużyna  | Wiek   | Liczba meczów | Gole | Asysty | Punkty | Kary w min. |
| ------------ | -------- | ------ | ------------- | ---- | ------ | ------ | ----------- |
| 1998-1999    | Penguins | 29 lat | 12            | 1    | 0      | 1      | 6           |
| 1999-2000    | Toronto  | 30 lat | 3             | 0    | 0      | 0      | 2           |
| Podsumowanie |          |        | 15            | 1    | 0      | 1      | 8           |